# Anakreontik
Anakreontik (griech.) ist eine nach dem altgriechischen Lyriker Anakreon (6. Jh. v. Chr.) benannte Stilrichtung der deutschen und europäischen Dichtung Mitte des 18. Jahrhunderts (Rokoko). Sie ist verspielt-galant und kreist um die Themen Liebe, Freundschaft, Natur, Wein und Geselligkeit. Die Anakreontik geht auf die Lyriksammlung Anakreonteia zurück.

## Die deutsche Anakreontik
1733 übersetzte Johann Christoph Gottsched als erster einige der antiken anakreontischen Gedichte stilistisch und metrisch sicher in die deutsche Sprache. Ziel dieser Übersetzungen war vor allem die Verbesserung der poetischen Ausdrucksformen im Deutschen. 1743 erschienen die Scherzhaften Lieder nach dem Muster des Anakreon, herausgegeben von einem Bauzner von Christian Nicolaus Naumann. Dennoch schaffte es Naumann nicht, eine anakreontische Strömung in Deutschland auszulösen. Zu sehr blieb er in seiner Sprache noch den Metaphern und dem Stil des Barock verhaftet. 1744 veröffentlichte nun Johann Wilhelm Ludwig Gleim seinen Versuch in scherzhaften Liedern. Kurze Zeit später veröffentlichten Johann Peter Uz und Johann Nikolaus Götz die Oden Anakreons in reimlosen Versen. Damit waren die Grundlagen geschaffen – die Oden Anakreons waren zum ersten Mal komplett in die deutsche Sprache übertragen, und eine erste Veröffentlichung, die ausschließlich Gedichte im Stile Anakreons bot, war auf dem literarischen Markt. In der Folge entwickelte sich eine rege Nachahmung der Gedichte Anakreons, die in ihren Motiven und ihrem formalen Aufbau relativ eng ist.
Die Themen der Anakreontik sind die Freude an der Welt und am Leben („carpe diem“). Dies drückt sich aus in der Darstellung der Liebe, der Freundschaft und Geselligkeit, des Weingenusses und der Freude an der Natur. Auch das Dichten selbst ist häufig Thema. Der im Gedicht dargestellte Raum ist häufig eine anmutige und liebliche (amöne) Landschaft (siehe locus amoenus). Oft tritt Personal der antiken Götterwelt auf, in Verbindung mit dem Wein vor allem Dionysos und Bacchus, in Verbindung mit der Liebe Amor und Eros und speziell bei Gleim z. B. Cithere (nach der griechischen Insel Kythira, dort stand ein Heiligtum der Aphrodite).
Auch formal bleibt der Rahmen relativ eng: Das Versmaß der Anakreontiker ist der jambische Drei- oder Vierheber, oft mit einer weiblichen Kadenz. Im Gegensatz zum barocken Alexandriner vermittelt dieses Versmaß einen leichten, tändelnden Eindruck, es passt sich also der Thematik an. Auch der Endreim fehlt in einem streng anakreontischen Gedicht, ebenso die Gliederung in Strophen. Dadurch werden andere Mittel zur Gliederung notwendig. Dies wird vor allem erreicht durch rhetorische Figuren der Wiederholung auf Laut-, Wort- und Satzebene.
Dies führt zu einer starken Redundanz der Texte. Dem Leser wird deutlich, dass eine rationalistische Interpretation unangemessen wäre; diese Dichtung sollte sinnlich aufgenommen werden. 
Ab ca. 1770 wandten sich die Dichter Friedrich Gottlieb Klopstock, Johann Gottfried Herder und bald auch Johann Wolfgang von Goethe in zunehmendem Maß von der anakreontischen Dichtung ab und stattdessen einer an Pindar orientierten, erhabeneren Dichtung zu. Dies kommt beispielsweise in Goethes Gedicht Der Adler und die Taube von 1772 zum Ausdruck.
Deutschsprachige Vertreter der Anakreontik waren (zeitweise): 
- Johann Wilhelm Ludwig Gleim
- Johann Wolfgang von Goethe (in jungen Jahren)
- Friedrich von Hagedorn
- Johann Georg Jacobi
- Friedrich Gottlieb Klopstock
- Jakob Michael Reinhold Lenz
- Gotthold Ephraim Lessing
- Christian Nicolaus Naumann
- Friedrich Schiller
- Johann Peter Uz
- Johann Nikolaus Götz
- Albrecht von Haller (z. B. in Die Alpen)
- Eduard Friedrich Mörike

## Leporellos Registerarie
Während die meisten Werke der deutschen Anakreontik nach dem Ende dieser literarischen Mode wieder in der Vergessenheit versunken sind, lebt ein Gedicht aus den antiken Anakreonteia – freilich ohne dass der Zusammenhang bekannt geblieben wäre – nach wie vor weiter: Auf seine Mädchen ist eine von vielen möglichen Vorlagen, die Lorenzo da Ponte für Leporellos Registerarie in Mozarts Don Giovanni zu Hilfe nahm. Es kann mit Sicherheit davon ausgegangen werden, dass diese Anspielung auf die anakreontische Dichtung dem damaligen Publikum bewusst war.